# 上野清信
上野 清信（うえの きよのぶ）は、戦国時代から安土桃山時代にかけての武将。

## 生涯
上野氏は河内源氏の流れを汲む足利氏の支流。
『綿考輯録』には清信が「山城国地下人」「（山城国）駒野の土民」であったとする伝承を記録しているが、編纂者は「不分明」と述べている。
同じく『綿考輯録』によると、足利義輝の時代から奉公衆として出仕し足利将軍家に近侍していたという。
永禄8年（1565年）、13代将軍・足利義輝が従弟・足利義栄を奉じる三好義継、三好三人衆、松永久通の軍勢に討たれ（永禄の変）、義輝の実弟・足利義昭に追跡の手が及ぶと、清信は義昭に随行し越前国の朝倉義景の下に逃れた。朝倉氏の膝元の一乗谷城に逗留後、義昭をして将軍・義栄討伐の兵を挙げることを求めるものの、朝倉義景が一向に動かなかったため、義昭は尾張国の織田信長の保護を受け、織田軍の加勢により将軍職を奪還して入洛し、清信はこれに随行した。その後、義昭と信長が対立を深め、幕命によって形成された信長包囲網が信長の手によって崩されると、幕府に迫る織田軍を前に清信は義昭の面前で徹底抗戦を訴え、降伏を唱える細川藤孝と口論に及んだという。ただし、この時の口論を含めて義昭時代に活躍していたのは後継者とされる上野秀政で、秀政が幕臣内の反信長勢力の中心として武田信玄と連絡を取りながら、義昭に信長排除を勧めたとする研究者もいる。
天正4年（1576年）、義昭が毛利輝元を頼ると、前年の天正3年（1575年）に備中の上野氏が毛利氏によって悉く攻め滅ぼされていたことから、清信は義昭と離れて織田信長に仕えた。本能寺の変以後は、その後継となった豊臣秀吉に仕えて馬廻となり、文禄・慶長の役では秀吉に随行して、肥前国名護屋城にあったという。その後の消息は不明である。